# Tchingiz Farzaliyev
Tchinguiz Farzaliyev (en azéri Çingiz Əbdül Məcid oğlu Fərzəliyev ; né le 20 novembre 1943 à Bakou) est un artiste émérite de la République d'Azerbaïdjan (2006).

## Vie
Tchingiz Abdul Madjid oghlu Farzaliyev est diplômé de la faculté de peinture de l’Institut académique d’art d’État de Moscou,V.I. Sourikov. Depuis 1975, il est membre de l'Union des Peintres de l'URSS. Depuis 1966, il participe à des expositions républicaines, pan-syndicales et internationales. Depuis 2004, il dirige le département de peinture de l'Académie des beaux-arts d'Azerbaïdjan. Depuis 2008, il est professeur à l’Académie nationale des arts d’Azerbaïdjan. Il est directeur du Musée national d'art d'Azerbaïdjan depuis 2010. Depuis 2010, il est également président de la Commission nationale d'experts en beaux-arts.

## Titres honorifiques
- Artiste émérite de la République d'Azerbaïdjan, 2006 ;
- Membre honoraire de l'Académie russe des arts, 2009 ;
- Professeur honoraire de l'Académie des Beaux-Arts d'Ouzbékistan, 2012 ;
- Professeur émérite du Centre biographique international, Université de Cambridge, Royaume-Uni, 2015 [4]
- Docteur honoraire de l'Académie des beaux-arts de Tbilissi, 2015
- Professeur honoraire de l'Institut académique d'art d'État de Moscou du nom de V.I. Surikov, 2017 ;
- Véritable membre de l'Académie internationale des sciences des études turques du monde, 2019 ;
- Pour sa contribution à la science et à la culture mondiales, Figure honoraire de la science et de la culture de l'Europe, Académie européenne des sciences naturelles, Hanovre, Allemagne, 2021 ;
- Académicien honoraire de l'Académie des Arts d'Ouzbékistan, 2022.

## Œuvres publiées
- Tout sur la nature morte, Bakou, 2004 ;
- Tout sur le portrait, Bakou, 2005 ;
- Tout sur le paysage, Bakou, 2006 ;
- Anthologie de la peinture azerbaïdjanaise, Bakou, 2007 ;
- Musée d'art d'État d'Azerbaïdjan, Bakou, 2010 ;
- Art populaire d'Azerbaïdjan, Bakou, 2013 ;
- 36 livres de la série Sarvat consacrés à 45 représentants éminents de l'art national azerbaïdjanais du XXe siècle, Bakou, 2014 ;
- Le livre Varga et Gulshah consacré aux miniatures de manuscrits du XIIIe siècle, Bakou (2021).